# 広報局 (タイ外務省)
タイ王国外務省広報局(タイ語:กรมสารนิเทศ、英語：Department of Information）は、タイ王国内閣外務省の内部部局の一つ。

## 概要
タイ外務省広報局は広報事業と文化外交を所管する。当局は広報活動を通じて、海外や国内の海外メディアとタイとのネットワーク形成を行い、また諸外国との間での文化交流も推進しており、それによりタイの良さを広め、国民の利益を保護し、国家基盤をより確かなものにすることを目的としている。
主な事業は以下の通り。
1. 国内、海外の情報の収集と分析
2. 文化、教育、音楽、スポーツ、科学などさまざまな分野の海外文化関連事業の広報、連絡および協力
3. 広報および政策の提言、報道に対するタイ政府見解の発表など国内海外ニュースへ対応
4. プレスリリース、報告、論説の作成および調査、およびタイ国内にある国外ラジオ電波局の管理

## 下位組織
1. 総務課 （สำนักงานเลขานุการกรม）-局行政関連事務、予算、方針
2. マスメディア課 （กองการสื่อมวลชน）-国内、国外の国外関連ニュース論調調査、政府の報道政策立案担当
3. ニュース収集分析課（กองประมวลและวิเคราะห์ข่าว）-タイのプレゼンスと評価の向上のための国内外のニュース報道の収集、分析
4. 文化広報課（กองวัฒนธรรมสัมพันธ์）-文化交流、国際理解関連の政策、計画立案、タイ文化広報および国際交流事業担当
5. 電波報道課（กองวิทยุกระจายเสียง）-タイ国内の国外関連電波報道管理担当

## 所在地
- バンコク　ラーチャテーウィー区 トゥンパヤータイ地区 シーアユタヤ通り443　シーアユタヤ・ビルディング （อาคารถนนศรีอยุธยา เลขที่ 443 ถนนศรีอยุธยา แขวงทุ่งพญาไท เขตราชเทวี　กรุงเทพมหานคร 10400）

## 関連事項
- 外務省